# Natuurpark Delta de l'Ebre
Het Natuurpark Delta de l'Ebre (Catalaans: Parc Natural del Delta de l'Ebre/Spaans: Parque natural del Delta del Ebro) is een natuurpark in Catalonië in Spanje. Het natuurpark werd opgericht in 1983 en is 7.736 hectare groot. Het natuurpark omvat de delta van de Ebro met moerasgebied en watervogels.